# Liste der Baudenkmale in Lengede
In der Liste der Baudenkmale in Lengede sind die Baudenkmale der niedersächsischen Gemeinde Lengede und ihrer Ortsteile aufgelistet. Der Stand der Liste ist der 25. Dezember 2022. Die Quelle der Baudenkmale ist der Denkmalatlas Niedersachsen.

## Allgemein
In den Spalten befinden sich folgende Informationen:
- Lage: die Adresse des Baudenkmales und die geographischen Koordinaten. Kartenansicht, um Koordinaten zu setzen. In der Kartenansicht sind Baudenkmale ohne Koordinaten mit einem roten Marker dargestellt und können in der Karte gesetzt werden. Baudenkmale ohne Bild sind mit einem blauen Marker gekennzeichnet, Baudenkmale mit Bild mit einem grünen Marker.
- Bezeichnung: Bezeichnung des Baudenkmales
- Beschreibung: die Beschreibung des Baudenkmales. Unter § 3 Abs. 2 NDSchG werden Einzeldenkmale und unter § 3 Abs. 3 NDSchG Gruppen baulicher Anlagen und deren Bestandteile ausgewiesen.
- ID: die Objekt-ID des Baudenkmales
- Bild: ein Bild des Baudenkmales, ggf. zusätzlich mit einem Link zu weiteren Fotos des Baudenkmals im Medienarchiv Wikimedia Commons. Wenn man auf das Kamerasymbol klickt, können Fotos zu Baudenkmalen aus dieser Liste hochgeladen werden:

## Barbecke
| Lage                                    | Bezeichnung       | Beschreibung | ID       | Bild |
| --------------------------------------- | ----------------- | --- | -------- | ---- |
| Pfarrweg 52° 11′ 12″ N, 10° 17′ 2″ O    | Gefallenendenkmal | Hohes profilierten Postamentes mit Relief und Inschriften, bekrönt von Statue eines knieenden Soldaten mit gefalteten Händen und voller Montur. | 31363577 | BW   |
| Pfarrweg 52° 11′ 12″ N, 10° 17′ 2″ O    | St.-Martin-Kirche | Neuromanische Emporenkirche mit geradem Chorschluss, Langschiff unter Satteldach in Ziegelpfannendeckung und quadratischen Westturm. Kirche aus Sandsteinwerksteinen gebaut, auch der Turmhelm. Gebäudesockel mit Schräge, Wandvorlagen, an Traufe und am Giebel Bogenfries. Langhaus mit hohen Rundbogenfenstern, Ostgiebel mit Bogenprotal sowie flankierenden Rundbogenfenstern, darüber gekuppelte Drillingsfenster sowie Uhr im Giebelfeld. Am First Metallkreuz sowie Schallglocke. Am Westgiebel leicht vorkragender Turmkorpus, von schmalen Rundbogenfenstern flankiert, über Westportal alternierend Okuli und Drillingsfenster / gekuppelte Schallarkaden. Im Inneren U-förmige Empore sowie kassettierte Flachdecke, zur Ausstattung gehört u.a. gotischer Taufstein. | 31363596 |      |
| Pfarrweg 1 52° 11′ 12″ N, 10° 17′ 0″ O  | Pfarrhaus         | Zweigeschossiges Fachwerk. Wohn-/Wirtschaftsgebäude in Stockwerksbauweise auf Sandsteinsockel unter einseitig halb abgewalmten Satteldach in Hohlpfannendeckung. Leicht auskragendes OG über Sichtgebälk und gefasten Füllhölzern, Fachwerkgefüge mit Mannfiguren und Andreaskreuzen. Nordseite im EG teilmassiv ersetzt, auf Ostseite kleine Auslucht unter Pultdach sowie Schieferbehang, westliche Giebelseite mit Ziegelpfannenbehang. Hofseitig angebaute Laube als reich verzierte Holzkonstruktion mit Kragdach über dem Hauseingang in Höhe der Querdiele. Inmitten des Hofes alte Rotbuche als Hofbaum. | 31363490 | BW   |
| Pfarrweg 1 52° 11′ 11″ N, 10° 16′ 59″ O | Stall             | Zweigeschossiger Fachwerkbau mit verputzter Ausfachung auf Natursteinsockel unter Satteldach in Hohlpfannendeckung. Leicht auskragendes OG über Sichtgebälk mit gefasten Füllhölzern. Westseite mit verputztem EG, im OG der Westseite und am Süd- und Nordgiebel Krempziegelbehang. | 31363513 | BW   |

## Broistedt
| Lage                                                | Bezeichnung               | Beschreibung | ID       | Bild |
| --------------------------------------------------- | ------------------------- | --- | -------- | ---- |
| Krugstraße 13 52° 11′ 28″ N, 10° 19′ 29″ O          | Wohnhaus                  | Eingeschossiger Fachwerkbau in Stockwerksbauweise auf Backsteinsockel, unterkellert, mit Satteldach in Krempziegeldeckung auf Drempel. Symmetrische Ostfassade mit übergiebelten Mittelrisalit mit Freigespärre, Fachwerkgefüge mit gekuppelten Ständern, Andreaskreuzen sowie gestrichener Backsteinausfachung hinter einem Vorgarten zurückgesetzt. Giebel mit Faserzementplattenbehang, auf Nordseite kleiner Anbau im EG sowie ein Stallflügel. | 31363640 | BW   |
| Lebenstedter Straße 1 52° 11′ 19″ N, 10° 19′ 31″ O  | St. Pankratius            | Im Kern mittelalterliche Bruchsteinkirche, Langhaus mit polygonalem Chorschluss unter Satteldach in Ziegelpfannendeckung. Westturm mit Eckquaderung und barocken Portal, fensterlos mit Lichtschächten und in Dreipass-Maßwerken gefassten Schallarkaden. Satteldach in Schieferdeckung mit Uhrenhäuschen sowie Schallglocke am First. Giebelmauern des Turmes waren mit Steinkreuz abgeschlossen, nur der nördliche erhalten. Im Langhaus in Sandstein gefasste Fenster mit geraden und Segmentbogenstürzen, in der Apsis noch bleiverglast, sowie nennenswerte Glasmalereien von 1927. Datierungen 1695(i) über Fenster auf der Nordseite und 1787(i) (Renovierung) an der Südseite des Turmes. | 31363663 | BW   |
| Lebenstedter Straße 1 52° 11′ 19″ N, 10° 19′ 30″ O  | Kirchhof                  | Kirchhof der St. Pankratius-Kirche mit Baumbestand und Kriegsdenkmäler. | 31363689 | BW   |
| Lebenstedter Straße 1 52° 11′ 19″ N, 10° 19′ 32″ O  | Denkmal                   | Denkmal errichtet für die gefallenen Soldaten im Deutsch-Französischen Krieg im Jahre 1870/71, aufgestellt im Zuge des 100–jährigen Jubiläums der Völkerschlacht (1813–1913). | 31363725 | BW   |
| Lebenstedter Straße 1 52° 11′ 20″ N, 10° 19′ 31″ O  | Gefallenendenkmal         | Gefallenendenkmal in Form eines auf Treppenbasis gestellten verkröpften Postamentes aus Naturstein, mit aufgestellter Skulptur des Eisernen Kreuzes auf profilierter Basis. Dem Postament ist auf der ersten verlängerten Stufe eingelassene Inschriftentafel vorgelagert, Gedenkschrift im verkröpften Postamentfeld. Beidseitig flankierend breite Steinplatten mit Inschriften, das Denkmal durch gepflasterten Zuweg erschlossen. | 31363707 | BW   |
| Lebenstedter Straße 3 52° 11′ 18″ N, 10° 19′ 32″ O  | Pfarrhaus                 | Zweigeschossiger Massivbau unter Satteldach, gedeckt mit Doppelmuldenfalzziegeln als Reduktionsbrand. Fassade im roten Backstein mit dunkel glasierten Zierbändern und Steinziersetzungen, originale Eingangstür hinter vorgelagerter Treppe. Fenster in Segmentbogenstürzen. Im Inneren erhaltene alte Treppe, Türen, Fußböden sowie Raumstrukturen. Das Gebäude ist hinter Vorgarten leicht zurückgesetzt, rückwärtig Nutz- und Ziergarten. | 39603238 | BW   |
| Lebenstedter Straße 3 52° 11′ 18″ N, 10° 19′ 30″ O  | Wirtschaftsgebäude        | Eingeschossiger, traufständiger Massivbau aus rotem Backstein unter Satteldach, mit roten Linkskrempern gedeckt sowie mittigen Ladeerker. Rechts großes Einfahrtstor. | 39603262 | BW   |
| Lebenstedter Straße 12 52° 11′ 16″ N, 10° 19′ 35″ O | Wohnhaus                  | Zweigeschossiger, traufständiger Fachwerkbau in Stockwerksbauweise auf Sandsteinsockel unter halb abgewalmten Satteldach in Ziegelpfannendeckung. Gebälk mit profilierten Füllhölzern und Balkenköpfen auf der Südseite, in drei Fächern im Westteil ohne Profilierung, Schriftbalken auf der Südseite. Westgiebel mit Behang, östliches EG teils massiv ersetzt. Datierung nach Brandkasse auf 1826, wohl jedoch älter im Kern. | 31363743 | BW   |
| Ostenstraße 8 52° 11′ 24″ N, 10° 19′ 39″ O          | Wohn-/ Wirtschaftsgebäude | Zweigeschossiger Fachwerkbau auf Sandsteinsockel unter Satteldach in Krempziegelbehang. Ostteil an der Ost- und Nordseite in Ständerbauweise, Südseite in Stockwerkszimmerung mit leicht auskragendem OG über gerundeten Füllhölzern und Balkenköpfen, darüber Andreaskreuze in den Brüstungsgefachen. Ansonsten teils symmetrisch angeordnetes Fachwerkgefüge mit zweifeldigen Streben, die Ausfachung in gestrichener Ziegelsetzung, im OG teils verputzt. Im Mittelteil unterkellert, Westgiebel in Krempziegelbehang. | 31363765 | BW   |
| Ostenstraße 8 52° 11′ 23″ N, 10° 19′ 40″ O          | Scheune                   | Fachwerkbau in Ständerbauweise mit Ziegelausfachung auf Sand- und Kalksteinsockel unter Satteldach in Hohlpfannendeckung. Südwestliche Giebelseite in Krempziegelbehang und mit außermittiger Toreinfahrt, auf der Nordseite mit eingezogenem Baukörper und Dachüberstand als Wagenschauer auf Eckständer, im OG liegt der Bansenraum. Nordöstlich direkter Anschluss an den Stallflügel. | 38908540 | BW   |
| Ostenstraße 8 52° 11′ 23″ N, 10° 19′ 40″ O          | Stall                     | Fachwerk-Stallflügel mit Ziegelausfachung, teilweise in Stockwerksbauweise, auf Sand- und Kalksteinsockel unter Satteldach in Hohlpfannendeckung. Hofseitig mit Wirtschaftstüren und Ladeluken, abgeschrägte Nordwestecke mit Dachüberstand. Nordseitig mit Krempziegelbehang im Giebelfeld sowie kleinem Anbau unter Pultdach. | 38909629 | BW   |
| Ostenstraße 10 52° 11′ 23″ N, 10° 19′ 45″ O         | Wohnhaus                  | Zweigeschossiges Fachwerkhaus in Stockwerksbauweise auf hohem Sandsteinsockel, unterkellert, unter Satteldach in Hohlpfannendeckung. Symmetrischer Fachwerkabbund mit Backsteinausfachung, westseitig mit hellen Schieferplatten in Rautenmustern verkleidet und mit altem Eingangsvorbau, Dach und Treppengeländer aus Schmiedeeisen sowie alte Haustür, dort Datum 1896(i). Auf Nordseite eingeschossiger massiver Anbau, auf Ostseite mittiger eingeschossiger hölzerner Anbau, hinter Vorgarten sowie Lattenzauneinfriedung mit Betonpfeilern mit Datierung 1910(i). | 31363787 | BW   |
| Ostenstraße 10 52° 11′ 22″ N, 10° 19′ 44″ O         | Scheune                   | Große Fachwerkscheune mit südlich angebauter Remise, unter Satteldach in Ziegelpfannendeckung. Außermittige Längsdurchfahrt sowie Quereinfahrt mit großen Schiebetoren. Nördlicher Gebäudeteil in Stockwerksbauweise. Giebelfelder in Ziegelpfannenbehang. Südlicher Flügel der Hofanlage. | 31363809 | BW   |
| Sack 5 52° 11′ 26″ N, 10° 19′ 35″ O                 | Wohn-/ Wirtschaftsgebäude | Zweigeschossiges Fachwerkgebäude auf Kalksteinsockel unter Satteldach in Ziegelpfannendeckung. Stockwerksbauweise auf der Südseite, auskragendes OG im östlichen Wohnteil mit abgerundeten Füllhölzern und Balkenköpfen sowie Inschrift im Schwellbalken. Nordseite komplett in Ständerbauweise. Südseite in verputzter Ausfachung, nord- und ostseitig in Lehmziegelausfachung, z.T. durch Backstein ersetzt. Ostseitiger Giebelbehang mit Krempziegeln, westliches Giebeldreieck mit Hohlpfannen behängt. | 31363831 | BW   |
| Schäferstraße 9 52° 11′ 19″ N, 10° 19′ 43″ O        | Wohn-/ Wirtschaftsgebäude | Zweigeschossiges, giebelständiges Fachwerkgebäude in Stockwerksbauweise auf Natursteinsockel unter westlich abgewalmten Satteldach in Krempziegeldeckung. OG des westlichen Wohnteils kragt auf Südseite aus, Füllhölzer und Schwelle sind gefast. Fachwerkgefüge teils mit Fußstrebenpaaren und Andreaskreuzen im Wohnteil hervorgehoben. Haupteingang unter Holzvordach mit Jugendstiltür. Westliche Giebelwand in Krempziegelbehang. | 31363854 | BW   |

## Klein Lafferde
| Lage                                            | Bezeichnung               | Beschreibung | ID       | Bild |
| ----------------------------------------------- | ------------------------- | --- | -------- | ---- |
| Münstedter Weg 3 52° 13′ 25″ N, 10° 17′ 46″ O   | Wohn-/ Wirtschaftsgebäude | Auf teils Sandsteinsockel, unter Satteldach in Ziegelpfannendeckung. Fachwerk im Wohnteil in Stockwerksbauweise, zur Südseite leicht vorspringend, Wirtschaftsteil in Geschossbauweise. An Nordwand des Wirtschaftsteils mit breiten Gefachen teils in Lehmausfachung, sonst Ziegelausfachung. Hinten im EG Wand teils massiv ersetzt. Südliche Haustür hinter zwei vorgelegten Sandsteinstufen. Zur Westseite Anbau Wirtschaftsgebäudes mit Quereinfahrt zum Hof, davor hofseitige Dachabschleppung als Wagenschauer. Inschriften über Stalltür sowie Obergeschossschwelle des Wohnteils, datiert auf 1731(i). | 31363897 | BW   |
| Peiner Straße 52° 13′ 16″ N, 10° 17′ 34″ O      | Gefallenendenkmal         | Sandsteinobelisk auf quadratischen Sockel, umgeben von Rasenfläche mit Hecken. Im Sockel Laubkranzrelief, im Obeliskenschaft ein Oval als Relief. | 31363919 | BW   |
| Peiner Straße 10 52° 13′ 19″ N, 10° 17′ 40″ O   | Wohn-/ Wirtschaftsgebäude | Langgestrecktes Gebäude auf Sandsteinsockel unter pfannengedecktem Krüppelwalmdach, leicht zurückgesetzt hinter schmalen Vorgarten. Wirtschaftsteil teilweise massiv erneuert. Symmetrisches Fachwerkgefüge mit gekuppelten Ständern und gebogenen Streben, OG über in Schiffskehlen gefasten und profilierten Gebälk mit Füllhölzern sowie Schwellinschrift mit Datum 1785. Eingangstür in klassizistischer Holzeinfassung, der Südgiebel mit Ziegelpfannenbehang. Vor dem Wirtschaftsteil hofseitiger Anbau eines Wagenschauers, dahinter am Nordgiebel des Wirtschaftsteils rechtwinklig zweigeschossige Wirtschaftsgebäude in Fachwerkbauweise von 1885. | 31363939 | BW   |
| Peiner Straße 17 52° 13′ 16″ N, 10° 17′ 38″ O   | Pfarrkirche               | Emporenkirche mit Querhaus und apsidialem Chorschluss von 1874–76. Miteinbezogen ist romanische Westturm von um 1200, in unterer Partie mit Sandsteinquadern verblendet, im oberen Teil verputzt und mit Ecklisenen sowie gekuppelten Schallarkaden mit Teilungssäulen. Nach außen gekehlter Echter-Spitzhelm in Schieferdeckung. Langhaus unter Satteldach in Ziegelpfannendeckung, Fassade durch Lisenen und flache Strebepfeilern gegliedert, bestimmt durch große Rundbogenfenster, wimperbekrönte Portale und Rundbogenfriese. Die Querhausfassaden durch Säulenmotive und Okuli akzentuiert. Innere mit Kreuzgratgewölben, im Chorjoch in Apsiskalotte übergehende Tonne. Umlaufende steinerne Empore stützt auf niedrige Kolonnade und trägt enggestellte Säulenarkatur mit feingliedrigen Blattkapitellen. Gliederung der Chorwände zweizonig, OG mit vorgelegten Säulchen. Die neuromanische Ausstattung ist vollständig erhalten. Ein Renaissance-Epitaph für Kaspar Bauwermeister († 1603) mit gemalter Kreuzigung gehört zum Bestand. | 31363961 | BW   |
| Peiner Straße 17 52° 13′ 15″ N, 10° 17′ 37″ O   | Kirchhof                  | Gelände des Kirchhofes mit Bestand an Bäumen und Grabsteinen und Grabkreuzen vom Anfang des 20. Jh. Der alte Friedhof rings um die Kirche wurde 1910 eingeebnet, neuer kirchlicher Friedhof südlich des Ortes. | 31363987 | BW   |
| Salzgitterstraße 1 52° 13′ 22″ N, 10° 17′ 50″ O | Gasthaus                  | Zweigeschossiger Fachwerkbau in Stockwerksbauweise auf Werksteinsockel unter Halbwalmdach in engobierter Ziegelpfannendeckung. Westlich Wohnteil, nördlich Wirtschaftsteil, östlich Remisenüberdachung. Symmetrischer Fachwerkabbund mit gebogenem Streben sowie mit holzverblendetem Gebälk mit Schwellinschrift. Über der Tür die Buchstaben MCA.BRM gedeutet als Meister Caspar Breymann. Südlich in Parallelstellung moderner Saalanbau. | 31364041 | BW   |
| Salzgitterstraße 1 52° 13′ 22″ N, 10° 17′ 50″ O | Scheunenanbau             | Von Ende 19. Jh. Fachwerkflügel mit schrägem Giebel unter Satteldach in Ziegelpfannendeckung. Symmetrisches Fachwerkgefüge sowie Ziegelausfachung, östliche Traufseite verputzt. Große Tordurchfahrt. | 31364066 | BW   |
| Schmiedestraße 1 52° 13′ 18″ N, 10° 17′ 31″ O   | Wohnhaus                  | Zweigeschossiges, weit zurückgesetztes Fachwerkhaus unter hohen Halbwalmdach in Betonpfannendeckung. Im östlichen Hausteil Stockwerkszimmerung auf Ziegelsockel, ansonsten Ständerbauweise auf Sandsteinsockel. Fachwerkgefüge mit K-Runen ausgesteift, im östlichen Teil Schwellinschrift: „Mein altes Niedersachsenhaus, halt treu in allen Zeiten aus“. Ausfachung in Ziegelsetzung. Hauseingänge in klassizistischer Holzeinfassung, ebenso teils die Fenster. Rückwärtig mittiger kleiner massiver Anbau unter Satteldach. | 31364083 | BW   |
| Schmiedestraße 1 52° 13′ 18″ N, 10° 17′ 30″ O   | Stall                     | Fachwerkhaus in Stockwerksbauweise unter Satteldach in Ziegelpfannendeckung. Im EG außermittige Toreinfahrt und Wirtschaftstüren, darüber leicht außermittig Ladestock und Ladeerker. Fachwerkgefüge mit zweifeldigen Streben, im Giebelfeld zierendes Andreaskreuz. | 31364129 | BW   |

## Lengede
| Lage                                               | Bezeichnung              | Beschreibung | ID       | Bild           |
| -------------------------------------------------- | ------------------------ | --- | -------- | -------------- |
| An der Kirche 52° 12′ 8″ N, 10° 18′ 25″ O          | Pfarrkirche              | Spätromanische Saalkirche aus Bruchsteinquadermauerwerk, mit querrechteckigen Westturm im unteren Teil aus der Mitte des 12. Jh. sowie einem spitzbogigen Abschluss mit gekuppelten Schallarkaden wohl aus dem 14. Jh., darüber ein schiefergedeckter Knickhelm. Neugotisches Westportal stammt vom Ende 19. Jh. Das Langhaus mit eingezogenem Chor und Apisis unter Satteldach in Ziegelpfannendeckung wohl noch aus dem 12. Jh., spätgotisch und klassizistisch verändert und Ende 19. Jh. historisierend restauriert. Langhaus und Ostteile mit zweigeschossiger Wandgliederung, über Rücksprung kleiner Rundbogenfenster. Große, vermauerte Rundbogenportale im westlichen Langhaus, spätmittelalterliche Lanzettfenster im südlichen Chorportal. Innen großer Triumphbogen, im nördlichen Teil Sakramentnische mit Kleeblattbogenrahmung. Zur Ausstattung gehören u.a. Sandsteintaufe von 1585 und Orgelprospekt vom Anfang 18. Jh. | 31364190 | Weitere Bilder |
| An der Kirche 52° 12′ 9″ N, 10° 18′ 22″ O          | Gefallenendenkmal        | Gefallenendenkmal in Form einer ringförmigen Maueranlage aus Bruchsteinquadern. Als Zentrale Skulptur steht auf einem hohen, mit Inschriften überzogenen Sockel ein vollplastisches Bild eines knienden Soldaten. Dem Mauerlauf entlang sind Natursteinplatten mit gemeißelten Namenslisten angeordnet. | 31364215 | Weitere Bilder |
| Bäckerstraße 1 52° 12′ 15″ N, 10° 18′ 23″ O        | Spritzenhaus             | Zweigeschossiger und verputzter Massivbau auf L-förmigen Grundriss unter Satteldach mit Dachreiter für Alarmsirene. Gurtbogen, Gebäudeecken sowie Tor- und teils Fensteröffnungen durch Ziegelziersetzungen hervorgehoben. An nördlicher Traufseite zweiflügelige hölzerne Tore sowie mittiger Eingang, darüber Balkon mit schmiedeeisernen Brüstung. An westlicher Giebelseite wurde 1910 Schlauchturm unter Satteldach angebaut. | 31364238 | Weitere Bilder |
| Bäckerstraße 17 52° 12′ 10″ N, 10° 18′ 21″ O       | Scheibenkreuz            | Sühnestein aus dem 14. Jh. 1984 gefunden. | 31364299 | Weitere Bilder |
| Bäckerstraße 17 52° 12′ 10″ N, 10° 18′ 21″ O       | Sühnestein               | Sühnestein 1963 in Alt-Lengede in zwei Metern Tiefe gefunden, als Standbild aufgestellt. | 31364261 | Weitere Bilder |
| Bäckerstraße 17 52° 12′ 11″ N, 10° 18′ 21″ O       | Grenzstein               | Grenzstein „HB/KH No 18“. Sandsteinpfeiler. | 31364281 | Weitere Bilder |
| Broistedter Straße 6 52° 12′ 14″ N, 10° 18′ 26″ O  | Wohnhaus                 | Zweigeschossiges Fachwerkhaus auf Natursteinsockel unter Satteldach in Ziegelpfannendeckung. Symmetrischer Fachwerkabbund mit gekuppelten Ständern und gestrichener Ziegelausfachung, im Gebälkbereich in Ziersteinsetzung. Freistehend, weit zurückgesetzt, hinter Nutz- und Ziergarten. Ehemalig Haupthaus eines Zweiseithofes. | 31364333 | Weitere Bilder |
| Broistedter Straße 12 52° 12′ 13″ N, 10° 18′ 30″ O | Wohnhaus                 | Zweigeschossiger, verputzter Massivbau unter Walmdach. OG zum Teil in Zierfachwerk, zur Nordseite Seitenrisalit mit Mansarddach sowie halbrunder, turmartiger Mittelerker mit schiefergedeckter Glockenhaube und Altanvorbau, durch Fachwerkloggien im OG verbunden. Fenster durch gefasste Stürze hervorgehoben, Dachüberstand tw. auf Holzkonsolen. | 31364354 | Weitere Bilder |
| Kreyenstraße 52° 12′ 10″ N, 10° 18′ 20″ O          | Denkmal                  | Sandsteinobelisk auf Postament mit eisernem Kreuz. Auf den Postamentseiten jeweils Inschriften mit Namenslisten sowie die Daten 1864–1866, 1868–1870/71 und 1813–1913. | 31364378 | Weitere Bilder |
| 52° 11′ 42″ N, 10° 18′ 47″ O                       | Eisenbahnbrücke WL Fuhse | Stattlicher Sandsteinquaderbau mit drei Halbkreisbögen, divergierenden Futtermauern, Ziegelgewölbe. In den Bogenzwickeln Tondi, auf der Südseite Datierung auf 1887. Originalzustand. | 31363555 | BW             |

## Woltwiesche
| Lage                                         | Bezeichnung               | Beschreibung | ID       | Bild |
| -------------------------------------------- | ------------------------- | --- | -------- | ---- |
| Brückenstraße 1 52° 12′ 19″ N, 10° 16′ 36″ O | Wohn-/ Wirtschaftsgebäude | Zweigeschossiges, traufständiges Fachwerkhaus in Stockwerksbauweise auf Sandsteinsockel unter Krüppelwalmdach in Ziegelpfannendeckung. Im EG an Giebelseiten die mittlere Fächer mit Sandsteinquadern verschlossen. OG allseitig auskragend über profilierten Gebälk mit Füllhölzern, mit Inschrift im Schwellriegel, Dachüberstand auf Holzkonsolen. Symmetrischer Fachwerkabbund mit zweifeldigen Streben und Ziegelausfachung. Giebelseiten in Ziegelbehang, an Südseite Ladeluke im OG. | 31364437 | BW   |
| Brückenstraße 4 52° 12′ 20″ N, 10° 16′ 30″ O | Hoftor                    | Toreinfahrt mit Sandsteinpfeilern und schmiedeeisernen Torflügeln. Pfeiler mit reliefverzierten Schaft mit Sternen und Rautenmustern, sowie kehlförmig ausgebildeten Kapitellen. Schmiedeeiserne Gitterflügel mit vegetabiler Ornamentik. | 31364480 | BW   |
| Große Straße 12 52° 12′ 22″ N, 10° 16′ 38″ O | Kirche                    | Gotischer Saalbau in Bruchsteinmauerwerk mit Westturm in Schiffsbreite unter Satteldach in Ziegelpfannendeckung. Westturm mit Eckquaderung und Südeingang sowie einzelnen Lichtfenstern und gekuppelten Schallarkaden, Knickhelm mit Uhr in Schieferdeckung. Langhaus mit in Sandstein gefassten rechteckigen Fenstern. Kirche im Spätmittelalter nach Osten erweitert und Anfang 18. Jh. erneuert. Im Inneren hölzernes Muldengewölbe. Zur Ausstattung gehören geschnitzter Kanzelaltar von 1711 sowie Predella mit Abendsmahlrelief und Westempore aus gleicher Zeit, wie auch Glasmalereien vom um 1913. | 31364499 | BW   |
| Große Straße 12 52° 12′ 21″ N, 10° 16′ 37″ O | Kirchhof                  | Ehemaliger Friedhof der evangelischen Kirche, mit Bestand an historischen Grabdenkmälern sowie alten Bäumen. | 31364522 | BW   |
| Große Straße 12 52° 12′ 22″ N, 10° 16′ 38″ O | Ehrenmal                  | Ehrenmal aus Findlingen für in den zwei Weltkriegen Gefallenen und Vermissten. Zuwegung über Pflasterweg entlang der Nordseite der Kirche, der rechts und links von kleinen Findlingen mit Namen von in den Weltkriegen gefallenen Soldaten gesäumt wird. | 31364556 | BW   |
| Große Straße 18 52° 12′ 17″ N, 10° 16′ 37″ O | Hoftor                    | Toreinfahrt mit Sandsteinpfeilern und schmiedeeisernen Torflügeln. Kannelierte Pfeiler mit profilierten Kapitellen mit Triglyphen, Blumenrosetten und Kraggesims. Gitterflügel in vegetabiler Ornamentik. | 31364593 | BW   |
| Große Straße 24 52° 12′ 13″ N, 10° 16′ 35″ O | Wohnhaus                  | Stattlicher zweigeschossiger Massivbau aus Backstein auf hohen Betonsockel, unterkellert, unter Walmdach in Ziegelpfannendeckung. Alle Seiten mit polygonal gebrochenen Ecken, Mittelrisalit und Stockwerksgesims. Repräsentative Straßen- und Eingangsseite mit Viertelwalm–Zwerchhäusern über Mittelrisaliten und im Grundriss achteckigem Turm an Südostecke, mit schiefergedeckten Glockenhaube mit Laterne. Wandflächen aus roten Backstein, Werksteinelemente aus Betonformstein. Eingang an Südseite mit originärer Haustür, im EG des Turmes Jugendstilfenster in Bleiverglasung. Reduzierte Nord- und Westseite in orange-rotem Backstein. An Südfassade Schriftfeld mit Rocaille-Rahmung „O.B. 1903“. Südlich anschließende Toreinfahrt mit repräsentativ ausgestalteten Pfeilern aus Werkstein und schmiedeeisernen, vegetabil ornamentierten Torflügeln. | 31364613 | BW   |